# Сете-Риуш (вокзал)

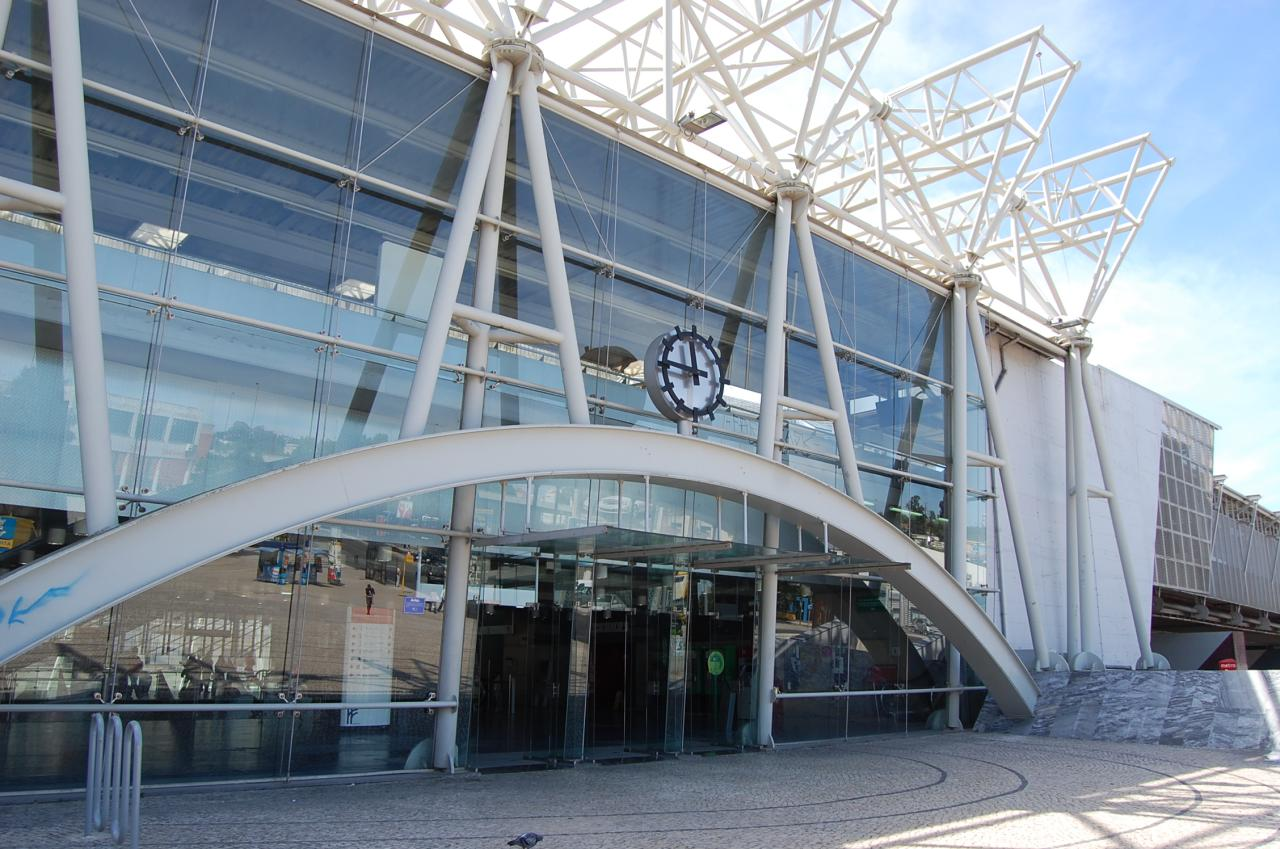
Фасад вокзала

Вокзал Се́те-Ри́уш (порт. Estação Ferroviária de Sete Rios) — железнодорожный вокзал в городе Лиссабон (Португалия). 
Вокзал расположен в западной части города, связан со станцией метро «Жардин-Зооложику» Синей линии. Выходит на проспект Колумбану Бордалу Пиньейру.

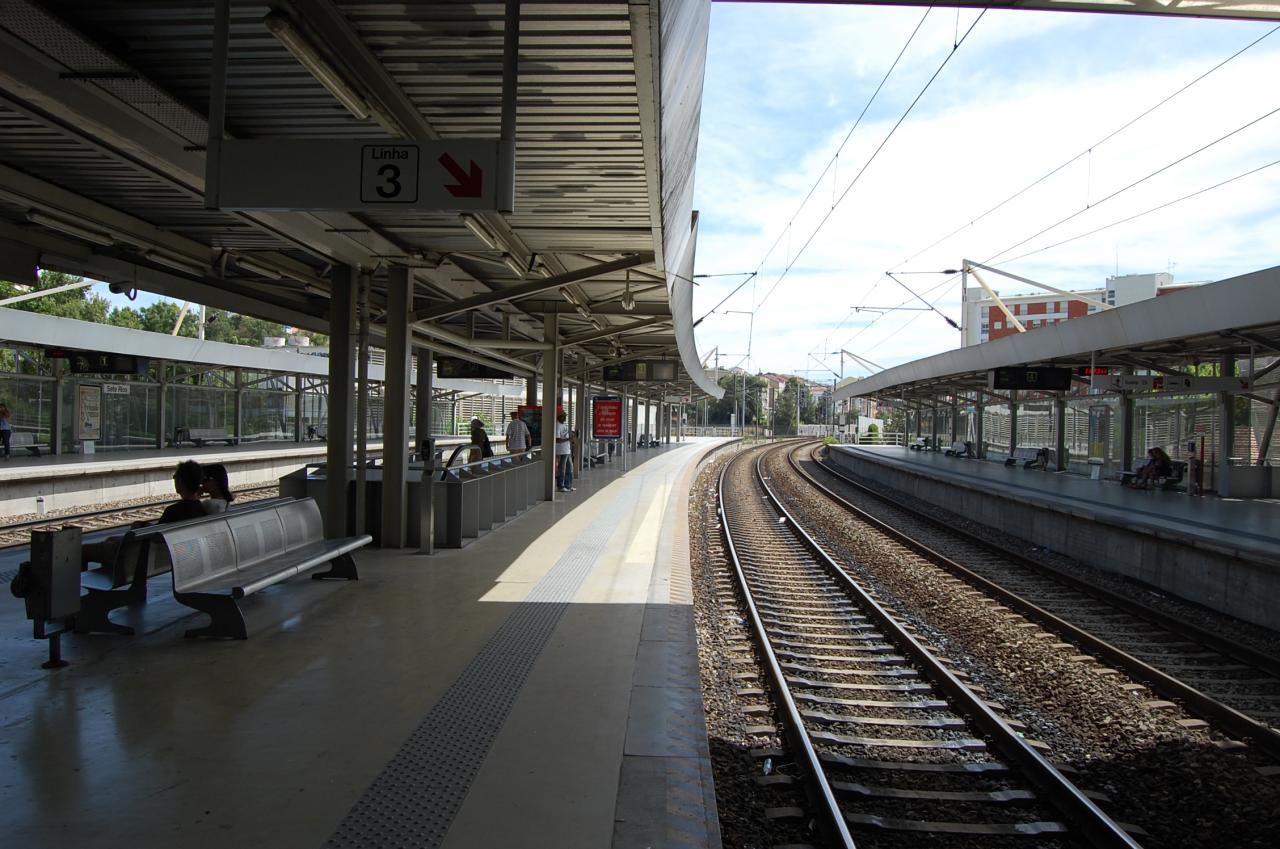
Посадочные платформы

Первое здание вокзала построено в 1888 году. В 1999 году проведена реконструкция здания.
На вокзале имеются 4 железнодорожных пути и 3 посадочные платформы. Здание вокзала связано с метрополитеном и автобусным вокзалом. Вблизи расположено крупное железнодорожное депо.